# Trofeo delle Regioni 2010
L'edizione 2010 del Trofeo delle Regioni di pallavolo e beach volley si è svolta nei comuni di Rossano e Corigliano Calabro, in Calabria ed è stata organizzata dal Comitato Regionale Calabrese.
Gli incontri di pallavolo si sono svolti in 8 impianti, tutti nei comuni di Rossano e Corigliano Calabro. I match di beach volley invece si sono disputati nei campi allestiti sulla spiaggia prospiciente i Villaggi Nausicaa ed Itaca, in Località Zolfara di Rossano.

## Risultati
Il torneo di pallavolo maschile è stato vinto dalla rappresentativa del Piemonte e quello femminile dall'Emilia-Romagna. Sulla spiaggia invece il Veneto per la prima volta si è aggiudicato anche il titolo di campione per il beach volley maschile, mentre quello femminile è andato all'Abruzzo, sempre per la prima volta nella sua storia.